# Kayogoro (periodiskt vattendrag i Burundi, Cankuzo)
Kayogoro är ett periodiskt vattendrag i Burundi.   Det ligger i provinsen Cankuzo, i den östra delen av landet, 140 kilometer öster om huvudstaden Bujumbura.
Omgivningarna runt Kayogoro är en mosaik av jordbruksmark och naturlig växtlighet. Runt Kayogoro är det ganska tätbefolkat, med 67 invånare per kvadratkilometer.